# Francisco Dionísio Machado Faria

Armas do segundo barão de Abadia, as mesmas dos Faria.

Francisco Dionísio Machado Faria, segundo barão de Abadia (Vila de Abadia, atual Jandaíra, 9 de outubro de 1835 — Jandaíra, 19 de agosto de 1908), foi um fazendeiro, tenente-coronel da Guarda Nacional e político brasileiro, chegando a ocupar cargos como vereador, presidente da Câmara Municipal e intendente.

## Biografia
Nascido na Fazenda Boa Sorte, na vila de Abadia, o primeiro dos dezesseis filhos de Joaquim Elias Machado de Faria (nascido em 1809 e falecido em 1887) e de Maria Helena Simões de Almeida, nasceu na fazenda Boa Sorte, na vila da Abadia, hoje distrito do município baiano de Jandaíra. Casou-se na mesma cidade em 1 de setembro de 1857 com Antônia da Silva Maciel (Rosário do Catete, 11 de maio de 1838 - Jandaíra, 17 de junho de 1926), filha de António Francisco Maciel e Joaquina Maria da Silva. Tornou-se a 2.º baronesa consorte de Abadia. Tiveram dezesseis filhos.
Era proprietário de engenho de cana-de-açúcar na região de Jandaíra e Cristinápolis, além de tenente-coronel da Guarda Nacional brasileira nos municípios de Itapicuru e depois de Conde, na Bahia..
Em Jandaíra foi suplente de vereador de 1857 a 1860 e vereador de 1865 a 1872 e de 1881 a 1886, sendo que, entre 1881 e 1882, foi presidente da Câmara Municipal; conselheiro municipal de 1890 a 1893 e, em seguida, intendente (isto é, prefeito) de 1893 a 1895 e de 1904 a 1907.
Faleceu na povoação de Cepa Forte (atual Jandaíra), aos 72 anos.

## Títulos nobiliárquicos e honrarias

### 2.º barão de Abadia
Título conferido por decreto imperial em 10 de agosto de 1889. Faz referência ao então povoado baiano de Abadia.